# لاري هاينيمان
لاري هاينيمان (بالإنجليزية: Larry Heinemann)‏ (1944، شيكاغو في الولايات المتحدة)؛ كاتب وروائي أمريكي.